# Девънпорт
Девънпорт (на английски: Devonport), по-рано (до 1823 г.) Плимут Док (на английски: Plymouth Dock) или само Док, днес е част от обединения град Плимут, Великобритания.
Градовете Девънпорт, Плимут и Ийст Стоунхаус са обединени в град Плимут през 1914 г. Обединеният град приема името на Плимут, въпреки че Девънпорт е бил по-голям от съставните селища.
Девънпорт има голямо пристанище и е известен със своята военноморска база, която е най-голямата в Западна Европа. Той е важен кораборемонтен център.
В Девънпорт е роден полярният изследовател Робърт Скот.